# Control (administració)
El Control de gestió és un procés mitjançant el qual l'administració s'adona si el que està succeint concorda amb el que suposadament hauria de succeir; altrament, serà necessari que es facin els ajustos o correccions necessàries.
- Relació amb allò planejat : El control sempre existeix per verificar que els objectius que s'estableixen en la planificació s'han complert.
- Mesurament: pel controlar és imprescindible mesurar i quantificar els resultats.
- Detectar desviacions: una de les funcions inherents del control és descobrir les diferències que es presenten entre l'execució i la planificació.
- Establir mesures correctives: l'objectiu del control és preveure i corregir els errors.

El control és important per a:
- Establir mesures per a corregir les activitats, de tal forma que s'aconsegueixen els plans amb èxit.
- S'aplica a tot: a persones, coses i a actes.
- Determina i analitza ràpidament les causes que poden originar desviacions, per evitar que es tornin a repetir en un futur.
- Localitza els sectors responsables de l'administració, des del moment que s'estableixen mesures correctives.
- Proporciona informació sobre la situació de l'execució dels plans, servint-se com a fonament al reiniciar-se al procés de la planificació.
- Redueix costos i estalvia temps perquè evita errors.
- La seva aplicació incideix directament en la racionalització de l'administració i conseqüentment, en l'èxit de la productivitat de l'empresa.